# Noé Chabot
Pour les articles homonymes, voir Chabot.
Noé Chabot ou Noë Chabot, dit le « curé bistrot », né le 2 février 1869 à Périgueux et mort le 8 avril 1943 au Dorat, est un prêtre catholique, bistrotier et photocaricaturiste français,,.

## Biographie
Il est ordonné prêtre en 1897. Il est soupçonné d'avoir eu une liaison avec une paroissienne et doit donc précipitamment quitter la prêtrise. Il émigre un temps au Mexique ; à son retour il ouvre un bar à Périgueux qui lui vaudra son surnom de curé bistrot. En 1905, il milite pour la loi de séparation des Églises et de l'État et fabrique des centaines de cartes postales satiriques à ce propos.